# Picoas
Picoas – stacja metra w Lizbonie, na linii Amarela. Jest to jedna z jedenastu stacji należących do sieci pierwotnej metra w Lizbonie, zainaugurowanej 29 grudnia 1959. 
Ta stacja znajduje się przy Av. Fontes Pereira de Melo, w pobliżu skrzyżowania z Rua Tomás Ribeiro.